# Норт Вајлвуд (Њу Џерзи)
Норт Вајлвуд (енгл. North Wildwood) град је у америчкој савезној држави Њу Џерзи. По попису становништва из 2010. у њему је живело 4.041 становника.

## Демографија
Према попису становништва из 2010. у граду је живело 4.041 становника, што је 894 (18,1%) становника мање него 2000. године.
| Група             | 2000.         | 2010.         |
| Белци             | 4.718 (95,6%) | 3.758 (93,0%) |
| Афроамериканци    | 40 (0,8%)     | 46 (1,1%)     |
| Азијати           | 28 (0,6%)     | 14 (0,3%)     |
| Хиспаноамериканци | 96 (1,9%)     | 163 (4,0%)    |
| Укупно            | 4.935         | 4.041         |